# Burchard III van Schraplau
Burchard III van Schraplau bijgenaamd Lappe (overleden te Maagdenburg op 21 september 1325) was van 1307 tot aan zijn dood aartsbisschop van Maagdenburg.

## Levensloop
Burchard III was een zoon van graaf Burchard van Schraplau en gravin Oda van Buchau. Hij stamde uit de nevenlinie Schraplau van het huis Querfurt.
Hij volgde een kerkelijke loopbaan en was vanaf 1294 lid van de domkapittel van het aartsbisdom Maagdenburg. Vanaf 1301 was hij in Maagdenburg eveneens actief als scholasticus. Na de dood van aartsbisschop Hendrik II van Anhalt in 1307 werd Burchard III tot de nieuwe aartsbisschop van Maagdenburg verkozen. Nadat hij in Rome van paus Clemens V het pallium had ontvangen, keerde hij begin mei 1308 terug naar Maagdenburg.
Burchard gold als een man met een meedogenloze energie die ernaar streefde om zijn macht als aartsbisschop zowel naar binnen als naar buiten toe te verheffen en te versterken en deed dat op alle mogelijke manieren. Dit leidde al snel tot een hevig conflict met de stad Maagdenburg, omdat hij nieuwe belastingen oplegde aan de stad, vooral op bier.
Reeds in 1308 kreeg Burchard van paus Clemens V en de bisschoppen van Keulen en Trier de opdracht om een onderzoek tegen de Tempeliers in te stellen. De bul van 10 december 1310 bepaalde dat hij alle in en nabij het aartsbisdom Maagdenburg gelegen goederen van de Tempeliers in beslag mocht nemen, in afwachting van verdere bevelen.
In 1311 brak er opnieuw een conflict uit tussen hem en de stad Maagdenburg. Burchard besliste belastingen te heffen op de productie en export van zout uit de zoutmijnen van Salze, die grotendeels in handen waren van de inwoners van Maagdenburg, terwijl die voorheen belastingvrij waren. Tijdens dit conflict liet Burchard in Salze en in andere plaatsen vlak bij Maagdenburg vestingen bouwen waar hij vele Maagdenburgers  gevangen liet zetten. In ruil voor hun vrijlating moesten deze burgers hoge sommen losgeld betalen.
Burchard werd steeds ongeliefder en uiteindelijk sloten de Maagdenburgse edelen en burgers een alliantie tegen hem. Toen Burchard op 29 augustus 1325 terugkeerde van het Slot van Wolmirstedt en Maagdenburg binnenreed, werd hij gevangengenomen en opgesloten in het bisschoppelijk paleis. In de nacht van 21 september werd hij op bevel van de stadsraad overgebracht naar de nieuwe raadskelder, waar hij door zijn wachters doodgeslagen werd. Een jaar later, in augustus 1326, werd hij bijgezet in de Dom van Maagdenburg. Voor de moord op Burchard werd de stad Maagdenburg geëxcommuniceerd en in de rijksban geplaatst.
- Gemeinsame Normdatei: 136148484
- Virtual International Authority File: 80542391
- WorldCat: E39PBJpJffT3fBdcd4CPfFWv73